# Augustus Pitt Rivers

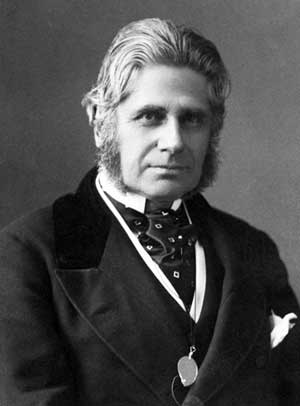
Augustus Pitt Rivers (1827–1900)

Luitenant-generaal Augustus Pitt Rivers (Bramham, Yorkshire 14 april 1827 - nabij Tollard Royal, Wiltshire 4 mei 1900) was een Brits officier, archeoloog en etnoloog. Wegens de door hem ontwikkelde systematiek van indeling en beoordeling van archeologische vondsten wordt hij als vader der Britse archeologie gezien. 

## Biografie
Augustus Pitt Rivers werd geboren als Augustus Henry Lane Fox op het landgoed Hope Hall bij Bramham ten noordoosten van Leeds. Hij was de zoon van de grootgrondbezitter William Lane Fox en zijn echtgenote Lady Caroline, van schotse adel.
Van 1841 tot 1845 bezocht hij de Koninklijke Militaire Academie Sandhurst, daarna diende hij bij de Grenadier Guards. Tijdens zijn diensttijd was hij in Ierland, Canada en Malta gestationeerd en nam tijdens de Krimoorlog als luitenant korte tijd deel aan de Belegering van Sebastopol (1854-1855).
Nadat hij in 1880 van zijn oom Henry Pitt Baron Rivers diens omvangrijke landerijen en daarmee een groot deel van het vermogen van de Rigby-familie erfde nam hij diens naam aan.
In 1882 werd Pitt Rivers als luitenant-generaal op rust gesteld en werd hij op initiatief van zijn schoonzoon John Lubbock aangesteld als inspecteur voor oudheidkundige monumenten (Inspector of Ancient Monuments).
Zijn interesse voor etnologie en archeologie ontstond tijdens zijn overzeese missies in het Britse leger. Hij werd erkend als autoriteit op dit gebied en binnen een periode van vijf jaren werd hij achtereenvolgens lid van de Ethnological Society of London (1861), de Society of Antiquaries of London (1864) en de Anthropological Society of London (1865). 
Aan het eind van zijn militaire loopbaan had Pitt Rivers een etnologische verzameling van meer dan tienduizend stukken verzameld. De meeste daarvan waren niet zelf gevonden maar op veilingen gekocht. Beïnvloed door publicaties van Charles Darwin en Herbert Spencer over de evolutietheorie ordende hij zijn verzameling naar type en chronologie. Dit systeem, welke de ontwikkeling in de loop van tijd van  bepaalde artefacten weergaf, was een baanbrekende vernieuwing bij de tentoonstelling van stukken in musea.
Op zijn landerijen, welke rijk aan historisch materiaal uit de Romeinse en Angelsaksische periode waren, voerde hij vanaf het midden van de jaren 1880 tot aan zijn overlijden omvangrijke opgravingen uit. Naar toenmalige standaarden was zijn werkwijze bijzonder nauwkeurig. Hij wordt in het algemeen als de eerste Britse archeoloog beschouwd die op streng wetenschappelijke basis werkte. Het wezenlijke aspect van zijn werk was dat hij erop stond alle artefacten te verzamelen en catalogiseren, niet slechts de "mooie" en "bijzondere". Deze methode om ook alledaagse objecten te verzamelen brak met de tot dan heersende gewoonten in het archeologisch onderzoek, welke meer het karakter van het zoeken naar "schatten" had.
In zijn functie als inspecteur voor oudheidkundige monumenten was Pitt Rivers verantwoordelijk voor de catalogisering en bescherming van archeologische locaties in Groot-Brittannië. Hoewel hij dit met de hem eigen methodiek uitvoerde stootte hij vaak op wettelijke problemen, omdat hij tegenover de landeigenaren op wiens grond deze zich bevonden weinig bevoegdheden had om hun vernietiging te voorkomen.
De verzamelingen van Pitt Rivers vormden de basis voor de collectie van het Pitt Rivers Museum in Oxford.
- Bibsys: 90342267
- Bibliothèque nationale de France: cb12291783b (data)
- CiNii: DA05491475
- Gemeinsame Normdatei: 119145898
- International Standard Name Identifier: 0000 0001 2138 7951
- Library of Congress Control Number: n50049815
- Nationale bibliotheek van Australië: 35797868
- Nationale Bibliotheek van Israël: 987007455584005171
- Nederlandse Thesaurus van Auteursnamen: 097754048
- Istituto Centrale per il Catalogo Unico: RAVV497599
- LIBRIS: 196969
- SNAC: w6ff5t5d
- Système universitaire de documentation: 031974791
- Trove: 1092072
- Union List of Artist Names: 500077232
- Virtual International Authority File: 71454667
- WorldCat: E39PBJd8dTHmvYRbdvpbPFhmBP